# Chamborand
Chamborand é uma comuna francesa na região administrativa da Nova Aquitânia, no departamento de Creuse. Estende-se por uma área de 11,18 km². Em 2010 a comuna tinha 243 habitantes (densidade: 21,7 hab./km²).